# Pray (Italia)
Pray (Praj in piemontese) è un comune italiano di 1 996 abitanti della provincia di Biella in Piemonte.

## Storia
L'attuale comune di Pray è nato dalla fusione di tre precedenti comuni: Pray, Flecchia e Pianceri. 
Pray fu staccato da Coggiola, di cui faceva parte, nel XVIII secolo. Pianceri e Flecchia, invece, furono parte del contado di Crevacuore e, quindi, dei domini dei Fieschi (poi Ferrero-Fieschi) di Masserano.

### Simboli
Lo stemma e il gonfalone sono stati concessi con DPR del 16 febbraio 1955.
Il gonfalone è un drappo interzato in fascia di verde, di giallo e di azzurro.

## Società

### Evoluzione demografica
Abitanti censiti

## Economia
In passato l'economia era basata principalmente sul settore tessile, è infatti di storica tradizione la presenza nel comune, e nei territori limitrofi, dell'industria laniera.
Tra le manifatture da ricordare la Fabbrica della ruota (ex lanificio Fratelli Zignone fu Carlo), struttura recuperata per ospitare mostre ed eventi sui temi della storia industriale e culturale dei luoghi.
Nel ventunesimo secolo sono presenti, tra le attività economiche locali, oltre all'industria tessile e meccano-tessile anche aziende produttrici di rubinetteria, ad uso civile e industriale.

## Amministrazione

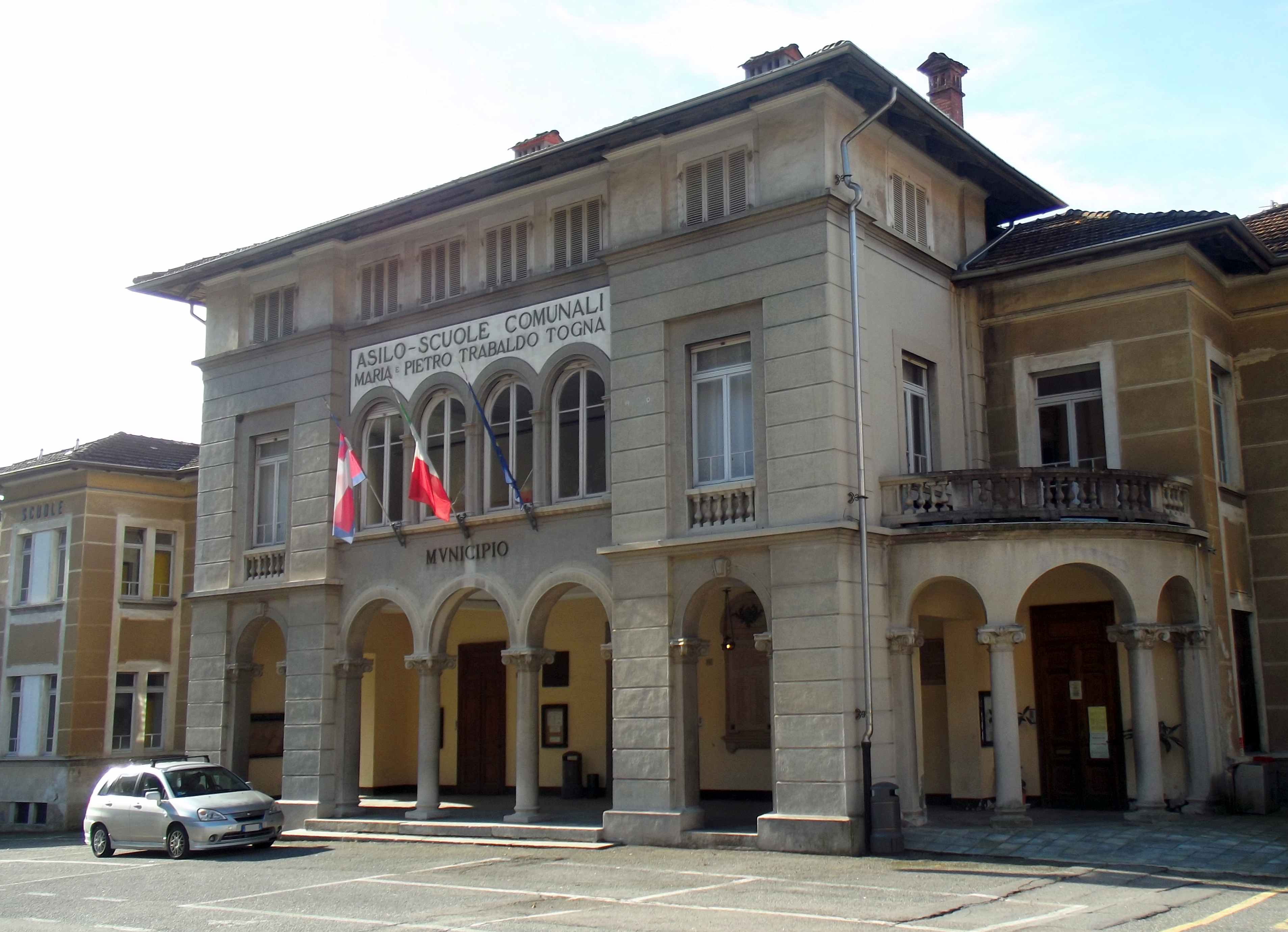
Il municipio di Pray

| Periodo | Periodo | Primo cittadino       | Partito                              | Carica  | Note       |
| ------- | ------- | --------------------- | ------------------------------------ | ------- | ---------- |
| 2004    | 2009    | Gianni Ciliesa        | lista civica Pray da vivere          | Sindaco |            |
| 2009    | 2014    | Gianni Ciliesa        | lista civica Pray da vivere          | Sindaco | II mandato |
| 2014    | 2024    | Gian Matteo Passuello | lista civica Per i Beni Comuni Alpes | Sindaco |            |

### Altre informazioni amministrative
Il comune faceva parte della Comunità montana Val Sessera, Valle di Mosso e Prealpi Biellesi.